# Viktor Makhorin
Viktor Pavlovich Makhorin (em russo: Виктор Павлович Махорин: Tashkent, 2 de julho de 1948 - 20 de junho de 1993) é um ex-handebolista soviético, medalhista olímpico.
Viktor Makhorin fez parte do elenco vice-campeão olímpico de handebol nas Olimpíadas de Moscou em 1980. Ele anotou 7 gols em seis partidas.